# Урано Наварріні
Урано Наварріні (італ. Urano Navarrini, 2 травня 1945, Верона — 18 квітня 2020, Мілан) — італійський футболіст, що грав на позиції півзахисника, зокрема за «Новару» і «Про Патрія». По завершенні ігрової кар'єри — тренер.
До 1972 року був відомий як Урано Беніньї (італ. Urano Benigni), за прізвищем матері, яка народила його поза шлюбом. Лише 1972 року взяв прізвище батька, театрального актора Нуто Наварріні, який офіційно визнав свого позашлюбного сина через 27 років після його народження.

## Ігрова кар'єра
Народився 2 травня 1945 року в місті Верона. Вихованець юнацької команди месцевої «Едери». 1959 року продовжив займатися футболом у міланському  «Гюнланд Міланезе Лібертас», а за два роки перебрався до системи підготовки гравців «Мілана».
У дорослому футболі дебютував 1964 року виступами за третьолігову команду «Пістоєзе», куди був відданий в оренду і де взяв участь у 18 матчах.
Наступного року повернувся до «Мілана», був включений до заявки його основної команди і навіть взяв участь в одній грі Серія A, яка згодом виявилася для нього єдиною в елітному італійському дивізіоні.
1966 року був відданий в оренду до друголігової «Савони», де спочатку був основним гравцем, а в другому сезоні в команді виходив у її складі лише епізодично.
1968 року остаточно залишив «Мілан», який погодив перехід свого вихованця до «Таранто». За рік гравець став гравцем «Вербанії» з того ж рівня італійської футбольної піраміди, а ще за рік, у 1970, уклав контракт з друголіговою «Новарою», де протягом п'яти сезонів був одним з основних гравців півзахисту.
Завершував ігрову кар'єру у 1975–1978 роках у клубі «Про Патрія» з третього дивізіону.

## Кар'єра тренера
Протягом частини 1978 року, ще граючи за «Про Патрія», був граючим тренером команди. Згодом протягом 1979–1981 років тренував «Аосту», на той час команду п'ятого дивізіону.
Протягом 1980 років змінив ще декілька команд, здебільшого учасників змагань у Серії C2.
Помер 18 квітня 2020 року на 75-му році життя у Мілані від ускладнень, пов'язаних з коронавірусною хворобою COVID-19.